# Nueil-les-Aubiers
 Nueil-les-Aubiers  es una población y comuna francesa, situada en la región de Poitou-Charentes, departamento de Deux-Sèvres, en el distrito de Bressuire y cantón de Mauléon.

## Demografía
| 4118 | 4034 | 4534 | 4896 | 5080 | 4992 |
| Para los censos de 1962 a 1999 la población legal corresponde a la población sin duplicidades (Fuente: INSEE [Consultar]) |      |      |      |      |      |